# Тарченто
Тарченто (итал. Tarcento) је насеље у Италији у округу Удине, региону Фурланија-Јулијска крајина.
Према процени из 2011. у насељу је живело 6485 становника. Насеље се налази на надморској висини од 221 м.

## Становништво
Према резултатима пописа становништва 2011. у општини је живело 9.095 становника.
| 1936.  | 1951.  | 1961.  | 1971. | 1981. | 1991. | 2001. | 2011. |
| ------ | ------ | ------ | ----- | ----- | ----- | ----- | ----- |
| 10.435 | 11.687 | 10.115 | 9.207 | 8.883 | 8.442 | 8.716 | 9.095 |

## Партнерски градови
- Унтерферинг, Бовец, Arnoldstein